# Neocyclops parvus
Neocyclops parvus – gatunek widłonoga z rodziny Halicyclopidae. Nazwa naukowa tego gatunku skorupiaków została opublikowana w 1949 roku na podstawie prac naukowych brytyjskiego zoologa-limnologa Roberta Beresforda Seymoura Sewella.